# Ле Тхань Ту
Ле Тхань Ту (вьет. Lê Thanh Tú; род. 27 ноября 1985) — вьетнамская шахматистка, гроссмейстер среди женщин (2008).

## Биография
В 2007 году в Тегеране заняла пятое место на индивидуальном чемпионате Азии по шахматам среди женщин. В том же году победила на зональном турнире стран Восточной Азии по шахматам среди женщин. В 2009 году победила в чемпионате Вьетнама по шахматам среди женщин и участвовала в Нальчике в чемпионате мира по шахматам среди женщин, где в первом туре проиграла Анне Ушениной.
Представляла Вьетнам на двух шахматных олимпиадах (2006—2008) и на командном чемпионате мира по шахматам в 2007 году. В командных чемпионатах Азии по шахматам среди женщин участвовала три раза (2005—2009). В командном зачёте завоевала две золотые (2005, 2009) и бронзовую (2008) медаль. В женском командном турнире по шахматам Азиатских игр в помещениях участвовала в 2009 году.